# 刃

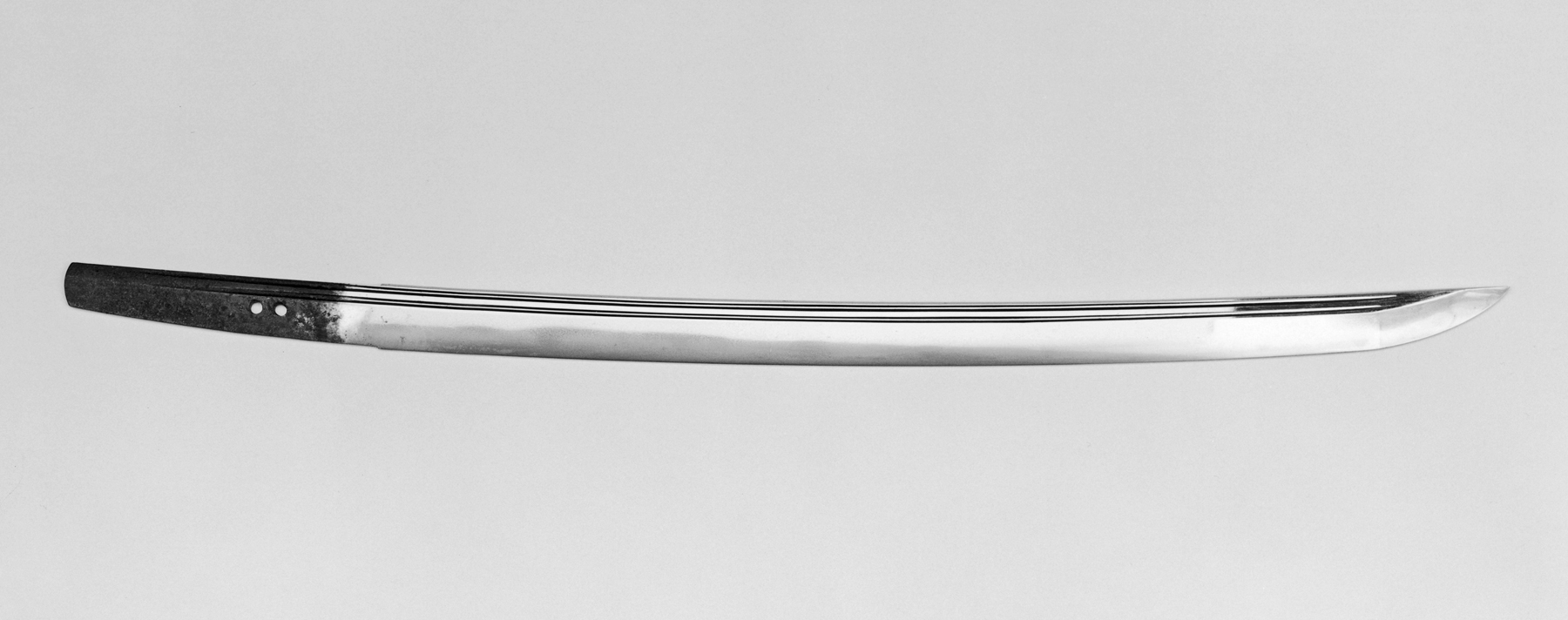
日本刀的刀刃

刃又稱刀刃、刀鋒、刀口，是工具、武器、刀或机器當中用來刺穿、劈砍、切割或刮擦物體的那一部分。對於刀來說，刀較鋒利的那個邊緣就是刀刃。刀刃通常要用比刀本身更硬的材料制成。刀刃一般由燧石、黑曜岩、铜、青铜、铁、钢、陶瓷器等材料制成。